# Alexis Brasseur
Alexis Brasseur (Ciutat de Luxemburg, 26 de desembre de 1860 - Ciutat de Luxemburg, 3 de novembre de 1924), fou un escriptor i empresari luxemburguès

## Biografia
Nascut a Ciutat de Luxemburg com a el fill gran de Dominique Brasseur, Brasseur va assistir a l'Ateneu de Luxemburg. Va continuar estudiant Dret a la Universitat de Bonn, on va conèixer Batty Weber. Brasseur va rebre el seu doctorat a Luxemburg el 1886, però va mostrar poc interès a treballar com a advocat. Es va dedicar a l'empresa de la metal·lúrgia, com el seu pare i el seu oncle Pierre.
El 1894, havia escrit una comèdia amb Batty Weber nomenada De Monoonk Phëlpp. El 1907, es va traslladar a París, romanent allà durant quatre anys. Brasseur va morir a la seva mateixa ciutat natal el 3 de novembre de 1924.

### Família
Alexis Brasseur va ser membre de la família Brasseur. El seu pare, Dominique, va ser un diputat (1866-99) i alcalde de la ciutat de Luxemburg (1891-94). El seu germà, Robert, va ser diputat i va fundar la Lliga Liberal. Alexis Brasseur es va casar Jeanne Bian (1869-1960), van tenir tres fills.